# 陸一鵬 (崇禎進士)
陆一鹏（？—？），字六惠，山东东平人，明朝政治人物。
陆一鹏曾于1643年接替钱肃乐任崇明县知县一职，1644年由刘永锡接任。